# Alter Posthof (Hattersheim am Main)

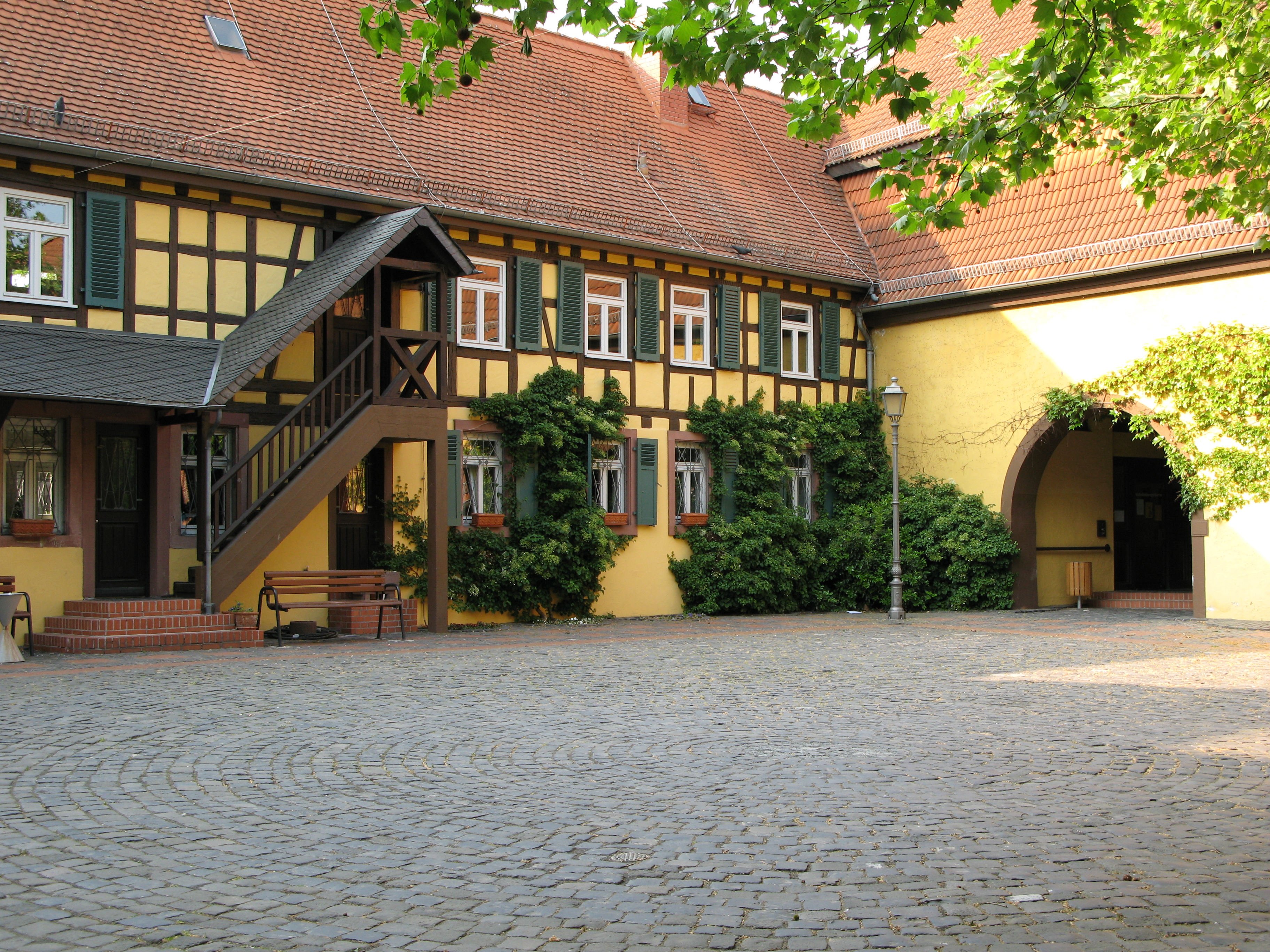
Hattersheim am Main, Innenhof des Alten Posthofs (2007)

Der sogenannte Alte Posthof in Hattersheim am Main ist eine ehemalige Pferdewechselstelle und Poststation der Thurn- und Taxis’schen Post, die von 1489 bis 1850 das deutsche Postmonopol innehatte. Nach der von 1979 bis 1982 durchgeführten Sanierung wird der Posthof heute durch Stadt und Verwaltung, als Standesamt sowie für kulturelle Veranstaltungen genutzt.

## Anlage
Der ehemals Thurn- und Taxis’sche Posthof ist ein mehrflügeliger Gebäudekomplex vorwiegend des 18. Jahrhunderts um einen unregelmäßig quadratischen Innenhof. Er besteht aus einem Hauptgebäude (18. Jh.) aus Mainsandstein mit Torbogenüberbau des 19. Jahrhunderts zur Hauptstraße, einem zweigeschossigen Nordflügel mit Fachwerk-Obergeschoss (18. Jh.) und angrenzender, umgebauter Scheune mit großer Remise im Osten, hohem Mansarddach, und dem eingeschossigen Südflügel mit Mansarddachform zum Hof und Pultdachform zum Ort.
Die als Kulturdenkmal geschützte Gesamtanlage umfasst diesen ehemaligen Thurn- und Taxis’schen Posthof, die in seinem Umfeld entstandenen Gasthöfe und Posthalterei. Die Gebäude entstammen vorwiegend der Zeit der stärksten Frequentierung des Posthofs im 18. bzw. 19. Jahrhundert. Hierzu gehören auch die zwischen dem sogenannten Schlocker-Hof und Posthalterei gelegenen Grünflächen, der südwestliche Teil mit erhaltener gärtnerischer Gestaltung des 19. Jahrhunderts (Buchshecken). Ablesbar ist die ehemalige Begrenzung der Anlage im Westen durch die Sandstein-Mauerreste der ehemaligen Gartenumfriedung und im Osten durch Gartenmauern.

## Geschichte
Der ab 1725 bis 1775 erbaute Posthof lag verkehrsmäßig günstig an der mittelalterlichen Geleitstraße von Frankfurt nach Mainz, die Teil der viel befahrenen Ost-West-Achse von Wien nach Brüssel war. Sie galt insbesondere im 18. Jahrhundert als die meistfrequentierte aller Reichspoststationen. 
Am 10. August 1845 begann die englische Königin Victoria mit ihrem Gemahl Prinz Albert von Sachsen-Coburg und Gotha in Antwerpen eine Reise durch Belgien und deutsche Länder. Für diese Reise legte die Königin ein Tagebuchheft an, dass im Original erhalten geblieben ist. Darin berichtete sie von ihrer Reise mit einer Kutsche und dem Pferdewechsel in Hattersheim:

„The high Mountains of Melipocus – & Helipocus are seen to the left, after passing thro' Hocheim (from which the corruption, – & the very incorrect one, of Hock, takes it's name.) At past 8 we changed horses at a small place called Hattersheim. – We had Hessian Postillions & were now in the Hessian Territories. – (Hesse Darmstadt.) The Country & the Towns – & Villages, extremely foreign looking.“

„Die hohen Berge Melibokus – und Helibokus sind auf der linken Seite zu sehen, nachdem man durch Hochheim fährt (wovon der korrumpierte und ganz falsche Name ›Hock‹ abgeleitet wird). Nach 8 wechselten wir die Pferde in einem kleinen Ort namens Hattersheim – Wir hatten hessische Postillione, und waren jetzt in den hessischen Gebieten (Hessen-Darmstadt). Die Landschaft und die Städte – und Dörfer sehen außerordentlich fremd aus.“